# Martelet

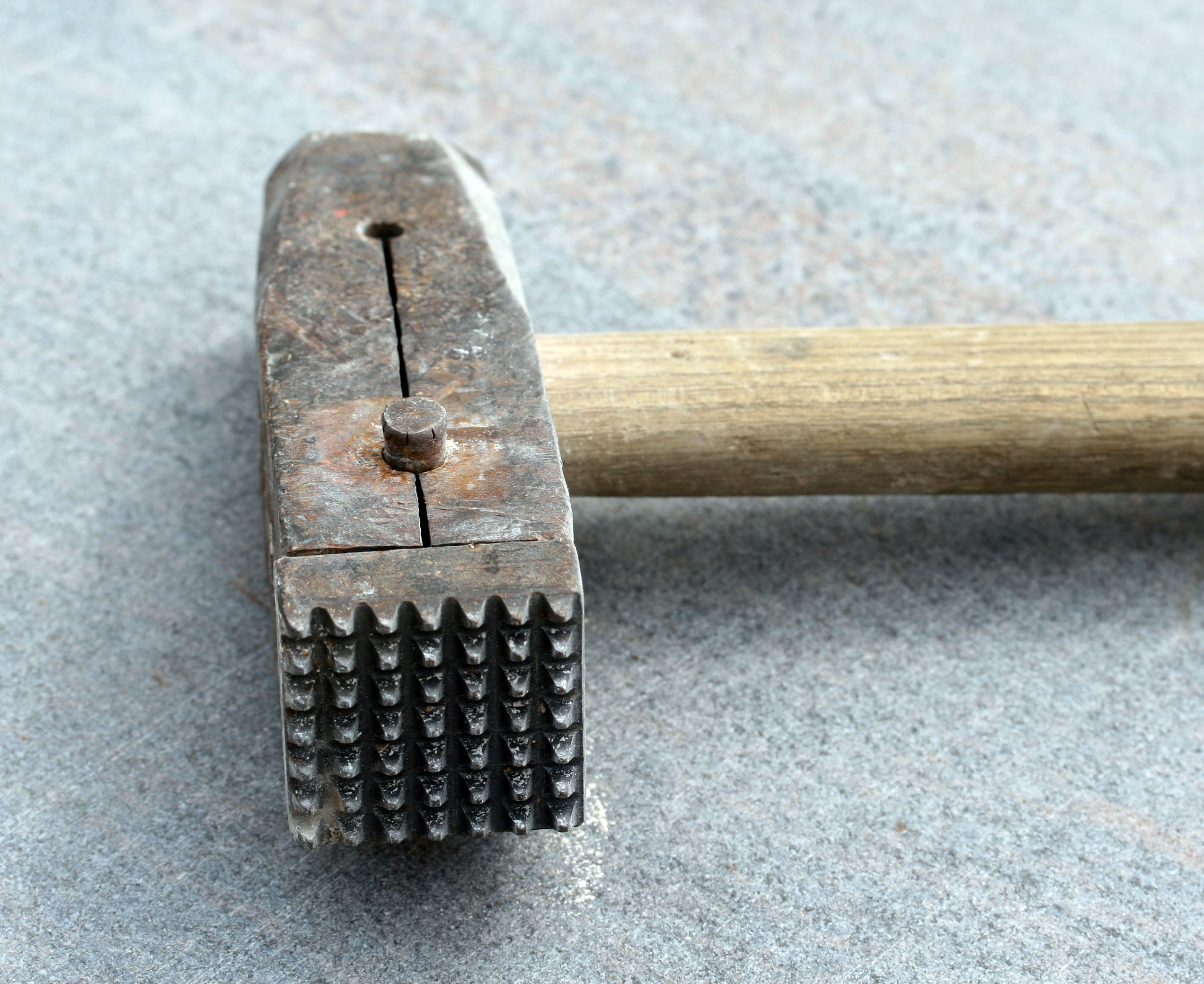
Martelet

Un martelet est un petit marteau utilisé en sculpture et en menuiserie.

## Description
Le martelet est un petit marteau fait d'acier avec une tête finie en pointes de diamant acérées.
Il existe de nombreux modèles de ce marteau carré dont le nombre de dents, leur tranchant, etc., varie selon la nature de la pierre à travailler. Par exemple, le martelet destinée à travailler le granit est munie de dents tronquées. Pour sa part, celui utilisé par les marbriers est une sorte de ciseau mais toujours fini en pointe de diamant. 
En menuiserie-charpenterie, le martelet se compose d'un manche généralement en bois, inséré dans une tête métallique qui ressemble à la forme d'un marteau. La principale différence est que la queue, qui est la partie la plus fine de la tête, est plate et très large (environ 8/10 cm).

## Sculpture

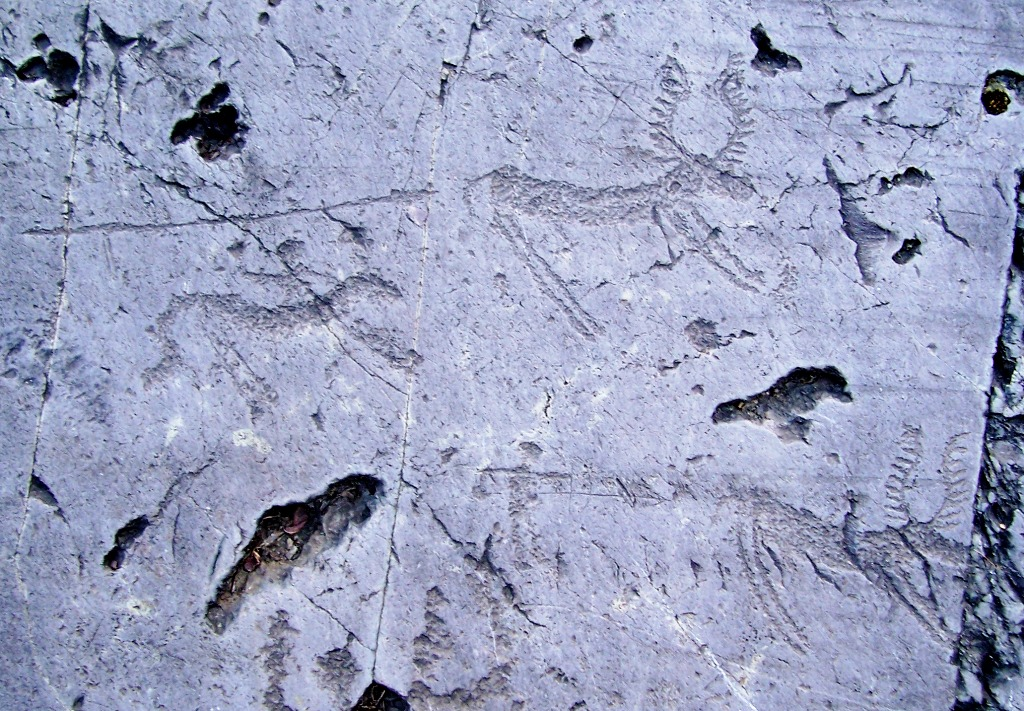
Scène de chasse à Valcamonica réalisée à l’aide d'un martelet.

En sculpture, le martelet est utilisé depuis la préhistoire pour obtenir des pétroglyphes ; certaines des plus grandes collections mondiales de gravures rupestres réalisées au martelet se trouvent dans la région alpine : la Vallée des Merveilles (Monte Bego, Alpes Maritimes) et, notamment, les gravures rupestres du Valcamonica.

## Charpenterie
Le martelet est utilisé en menuiserie-charpenterie pour étaler le placage ou la couverture en bois fin sur la surface à plaquer ou à stocker. Autrefois il était largement utilisé pour le collage avec de la colle animale, à chaud, en pressant avec la queue sur le placage reposant sur la pièce enduite de colle. La pression et le lent mouvement du marteau vers l'avant écrasaient la fine couche de bois et la faisaient adhérer au support. 

## Sources
- Vocabulario de términos de arte, J. Adeline, 1888 (espagnol)